# Che famiglia è questa Family!/Fufur superstar
Che famiglia è questa Family!/Fufur superstar è il quarantaduesimo singolo discografico della cantante italiana Cristina D'Avena pubblicato nel 1988 dalla Five Records S.r.l. e distribuito da C.G.D. Messaggerie Musicali S.p.A.

## I brani
Che famiglia è questa Family! è una canzone scritta da Alessandra Valeri Manera su musica e arrangiamento di Ninni Carucci e sigla dell'anime Oh! Family, il cui titolo italiano è lo stesso della canzone. In Francia la musica della canzone è stata utilizzata come sigla per l'anime Pollyanna mentre in Spagna per la serie animata Prostars. Sul lato B del 45 giri francese è stata pubblicata la versione strumentale.
Sul lato B, Fufur superstar canzone scritta dallo stesso duo e sigla della serie animata Foofur, edita in Italia con il titolo Foofur superstar. Della canzone è stata pubblicata anche la base musicale.

## Tracce
- LP: FM 13193

Lato A
1. Che famiglia è questa Family! – 3:10 (testo: Alessandra Valeri Manera – musica: Carmelo Carucci; edizioni musicali Canale 5 Music)

Lato B
1. Fufur superstar – 2:43 (testo: Alessandra Valeri Manera – musica: Carmelo Carucci; edizioni musicali Media Development Music Edition, S.E.P.P. e Cafè Concerto Italia Srl[6])

## Produzione
- Alessandra Valeri Manera – Produzione artistica e discografica
- Direzione Creativa e Coordinamento Immagine Mediaset – Grafica

## Produzione e formazione dei brani
- Carmelo Carucci – tastiera, produzione e arrangiamento
- Tonino Paolillo – registrazione e mixaggio al Mondial Sound Studio, Milano
- Piero Cairo – programmazione
- Giorgio Cocilovo – chitarre
- Paolo Donnarumma – basso
- Flaviano Cuffari – batteria
- I Piccoli Cantori di Milano – coro
- Niny Comolli – direzione coro
- Laura Marcora – direzione coro

## Pubblicazioni in album e raccolte
Che famiglia è questa Family! e Fufur superstar sono state inserite in alcune raccolte della cantante
| Anno | Album                                            | Titolo                        | Versione                                            |
| ---- | ------------------------------------------------ | ----------------------------- | --------------------------------------------------- |
| 1988 | Cristina D'Avena e i tuoi amici in TV 2          | Che famiglia è questa Family! | Versione originale                                  |
| 1988 | Cristina D'Avena e i tuoi amici in TV 2          | Fufur superstar               | Versione originale                                  |
| 1988 | Fivelandia TV 2                                  | Che famiglia è questa Family! | Videoclip utilizzato per la trasmissione televisiva |
| 1988 | Fivelandia TV 2                                  | Fufur superstar               | Videoclip utilizzato per la trasmissione televisiva |
| 1992 | Cantiamo con Cristina - Cuccioli in erba         | Fufur superstar               | Videoclip utilizzato per la trasmissione televisiva |
| 1992 | Cantiamo con Cristina - Cuccioli in erba         | Fufur superstar               | Versione originale                                  |
| 1992 | Cantiamo con Cristina - Cuccioli in erba         | Fufur superstar               | Base musicale con coro                              |
| 1999 | Quattro zampe e...                               | Fufur superstar               | Versione originale                                  |
| 2004 | Cristina D'Avena e i tuoi amici in TV 2004       | Che famiglia è questa Family! | Versione originale                                  |
| 2015 | Cristina D'Avena e i tuoi amici in TV Collection | Che famiglia è questa Family! | Versione originale                                  |
| 2015 | Cristina D'Avena e i tuoi amici in TV Collection | Fufur superstar               | Versione originale                                  |
| 2019 | Cristina D'Avena e i tuoi amici in TV Reloaded   | Fufur superstar               | Versione originale                                  |